# 3rd LIVE TOUR 2008 ~T~
《3rd LIVE TOUR 2008 ~T~》는 그룹 동방신기의 첫 아레나 투어이자 세 번째 일본 전국 콘서트 투어이다.

## 개요
2007년 12월 3일, 동방신기 일본 공식 사이트는 일본 8개 도시, 11회로 확정된 일본 투어 일정을 공개했다. 그간 일본 투어 당시보다 현지 팬들의 호응이 훨씬 더 좋아, 이듬해 1월에 오사카 2회, 히로시마 1회, 센다이 1회, 사이타마 슈퍼 아레나 2회로 6회 분량의 공연 일정이 추가되었다.

## 투어 일정
| 일정            | 도시     | 장소                                   | 관객 동원     |
| --------------- | -------- | -------------------------------------- | ------------- |
| 2008년 3월 19일 | 횡빈     | 요코하마 아레나                        | 통산 22,000명 |
| 2008년 3월 20일 | 횡빈     | 요코하마 아레나                        | 통산 22,000명 |
| 2008년 3월 26일 | 대판     | 오사카 성 홀                           | 통산 44,000명 |
| 2008년 3월 27일 | 대판     | 오사카 성 홀                           | 통산 44,000명 |
| 2008년 3월 29일 | 대판     | 오사카 성 홀                           | 통산 44,000명 |
| 2008년 3월 30일 | 대판     | 오사카 성 홀                           | 통산 44,000명 |
| 2008년 4월 1일  | 복강     | 마린 멧세 후쿠오카                     | 10,000명      |
| 2008년 4월 12일 | 광도     | 그린 아레나                            | 통산 20,000명 |
| 2008년 4월 13일 | 광도     | 그린 아레나                            | 통산 20,000명 |
| 2008년 4월 15일 | 나고야시 | 니혼 가이시 홀                         | 통산 20,000명 |
| 2008년 4월 6일  | 나고야시 | 니혼 가이시 홀                         | 통산 20,000명 |
| 2008년 4월 19일 | 선대     | 핫 하우스 슈퍼 아레나                  | 통산 14,000명 |
| 2008년 4월 20일 | 선대     | 핫 하우스 슈퍼 아레나                  | 통산 14,000명 |
| 2008년 4월 26일 | 찰황     | 마코마나이 세키스이 하임 아이스 아레나 | 11,000명      |
| 2008년 5월 3일  | 기옥     | 사이타마 슈퍼 아레나 스타디움 모드     | 통산 90,000명 |
| 2008년 5월 5일  | 기옥     | 사이타마 슈퍼 아레나 스타디움 모드     | 통산 90,000명 |
| 2008년 5월 6일  | 기옥     | 사이타마 슈퍼 아레나 스타디움 모드     | 통산 90,000명 |

## 세트 리스트
- Opening VCR -
- TRICK
- NO PAIN NO GAIN
- Choosey Lover

- Ment -
- Song For You
- You're My Miracle

- Band Introduction -
- No?
- DARKNESS EYES
- Purple Line

- VCR #2 -
- Day Moon ~ハルダル~
- Lovin' You
- Forever Love

- VCR #3 -
- CLAP!
- Ride On
- Rainbow
- 明日は来るから (내일은 오니까)

- Dancer Introduction -
- LAST ANGEL (Feat. 코다 쿠미)
- SHINE + Somebody To Love
- High Time
- Rising Sun

- Encore -
- Summer Dream
- Beautiful You

- Ment -
- Together
- Love In The Ice

- Double Encore (5월 6일 한정) -
- Kissしたまま、さよなら (키스한 채로 안녕)